# ISEE-1

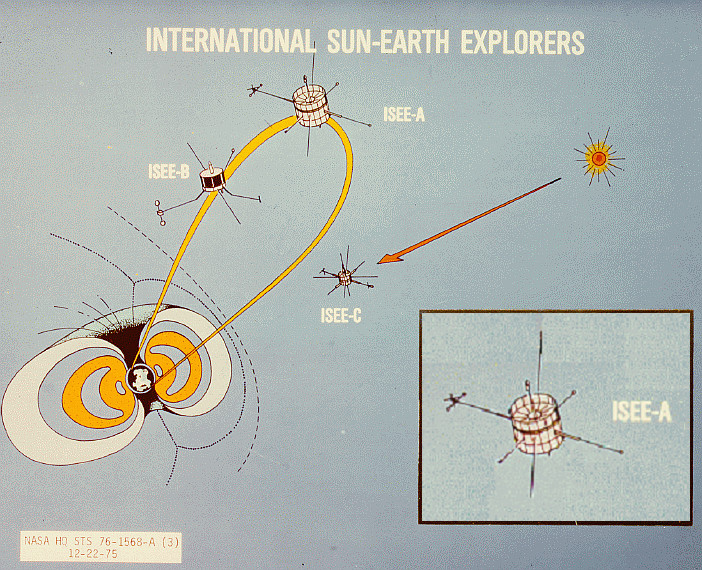
Órbitas da missão com a ISEE-1 no detalhe.

A International Sun-Earth Explorer 1 (ISEE-1, ou Explorer 56) foi uma sonda espacial de 340 kg usada para estudar os campos magneticos próximos à Terra. A ISEE-1 era uma espaçonave estabilizada por giro e baseada no desenho da série anterior conhecida como IMP ( de Interplanetary Monitoring Platform). A ISEE-1 e a ISEE-2 foram lançadas em 22 de outubro de 1977, e reentraram em  26 de setembro de 1987.